# فرماندار هانتر (کشتی)
فرماندار هانتر (کشتی) (به انگلیسی: Governor Hunter (ship)) یک کشتی بود. این کشتی در سال ۱۸۰۵ ساخته شد.